# Imke Vervaet
Imke Vervaet, född 11 april 1993, är en friidrottare från Belgien. Hon deltog vid olympiska sommarspelen 2020.